# Katholische Pfarrkirche Gols

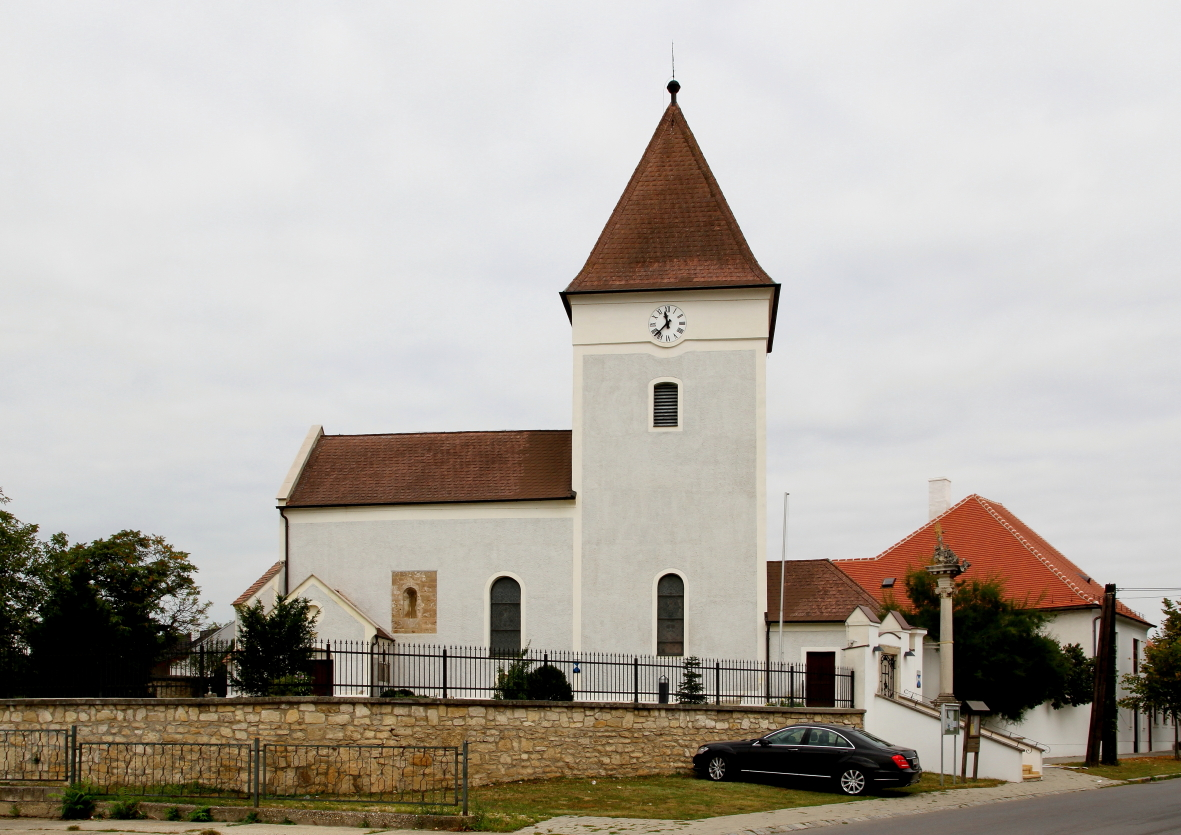
Kath. Pfarrkirche hl. Jakobus der Ältere in Gols

Die römisch-katholische Pfarrkirche Gols steht in der Marktgemeinde Gols im Bezirk Neusiedl am See im Burgenland. Die Pfarrkirche hl. Jakobus der Ältere gehört zum Dekanat Frauenkirchen in der Diözese Eisenstadt. Die Kirche steht unter Denkmalschutz.

## Geschichte
Die Kirche wurde im 12. und 13. Jahrhundert als Wehrkirche einer mittelalterlichen Pfarre auf einer ehemals befestigten Erhebung im südwestlichen Teil des Angerdorfes Gols erbaut. Die katholische Kirche war danach zeitweise in evangelischer Nutzung. 1721 brannte die Kirche ab. Sie wurde mehrmals renoviert. Bei der Renovierung im Jahre 1969 wurde versucht, den mittelalterlichen Charakter der Kirche wieder spürbar zu machen.

## Architektur
Der Friedhof um die Kirche ist von der ehemaligen Wehrmauer umgeben. Der kleine Kirchenbau hat einen massiven Ostturm mit einem Pyramidenhelm. Östlich schließt die Sakristei an. Die Kirche zeigt an der Südfront in einem Teilstück das freigelegte romanische Quadermauerwerk. Es gibt drei barocke Strebepfeiler. Am Windfang der Kirche ist ein Stein mit der Jahresangabe 1514 eingemauert.
Das zweijochige Langhaus hat ein barockes Kreuzgratgewölbe und einen breiten rundbogigen Triumphbogen mit abgefasten Kanten. Im Turmerdgeschoß ist der quadratische kreuzgratgewölbte Chor. Das blinde Schlitzfenster im Turm nach Osten ist aus dem 16. Jahrhundert.

## Ausstattung
Der Taufstein ist aus dem 18. Jahrhundert. Die Orgel aus 1951 mit 6 Registern wurde von Ferdinand Molzer der Jüngere aus Wien gefertigt.